# Філадельфійський коридор

Філадельфійський коридор відокремлює єгипетську частину Синайського півострова від Сектора Газа. Він простягається на північний-північний захід від Керем-Шалом до Середземного моря

«Філадельфійський коридор», відомий також за назвою «Філадельфійським шлях», є ізраїльською кодовою назвою для вузької смуги суходолу в 14 км (8,7 милі) у довжину, розташований уздовж усього державного кордону між Сектором Газа та Єгиптом.
Після одностороннього відходу держави Ізраїль з Сектора Гази у 2005 році було укладено «Філадельфійську угоду» з Єгиптом, яка дозволила Єгипту розгорнути 750 прикордонників уздовж маршруту для патрулювання державного кордону зі сторони Єгипту. Інша сторона державного кордону (Сектор Гази) була під контролем офіційно визнаної Палестинської влади до 2007 року, після чого ця сторона державного кордону опинилась під контролем терористичної організації ХАМАС і повністю перейшла під їх контроль. Спільні повноваження щодо прикордонного переходу Рафах було передано офіційній та визнаній Палестинській владі та Єгипту для обмеження проїзду для власників палестинських посвідчень особи та інших осіб, як виняток.
Однією з цілей Філадельфійського коридору було запобігання переміщенню незаконних матеріалів (включаючи зброю та боєприпаси) і людей між Єгиптом і Сектором Гази. Але як показали прийдешні події ці цілі не були досягнуті.

## Назва
Назва (термін) «Філадельфія» була «випадково обрана ЦАХАЛ як кодова назва прикордонної зони». У проєкті плану розмежування від 18 квітня 2004 року вона була визначена як «прикордонна територія між Сектором Гази та Єгиптом».

## Фон
Відповідно до єгипетсько-ізраїльського мирного договору 1979 року, держава Ізраїль погодився вийти з території Синаю в обмін на мир з Єгиптом. Також передбачалось, що державний кордон між державою Ізраїль та Єгиптом буде проходити по кордону «підмандатної Палестини». Новий державний кордон пройшов через місто Рафах, розділивши місто, залишивши сім'ї розділеними по обидва боки державного кордону. У 2014 році Єгипет оголосив, що знищить єгипетську частину міста, і до 2020 року було знесено щонайменше 7460 будівель.
Перехід через місто Рафах стало головним пунктом пропуску в Сектор Гази. Було домовлено, що територія біля кордону (відома як зона C) буде демілітаризована, і Єгипту буде дозволено лише утримувати там поліційні сили.

## Філадельфійська угода

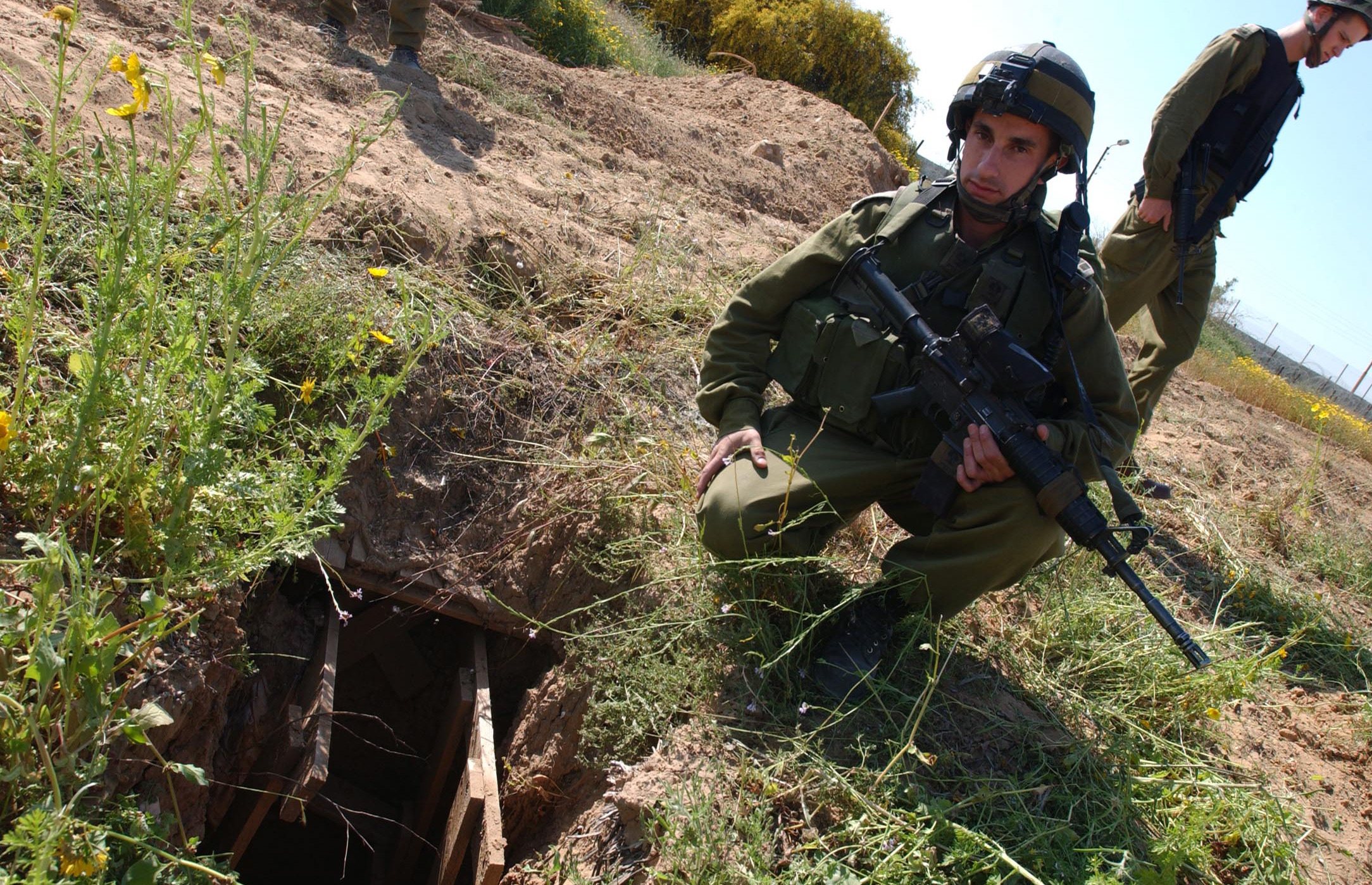
Солдати ЦАХАЛу розкривають таємний тунель поблизу Філадельфійського коридору незадовго до розведення

У 2004 році Кнесет (парламент) держави Ізраїль ухвалив резолюцію про одностороннє виведення всіх ізраїльських громадян і своїх збройних сил з території Сектора Гази, яка набула чинності в серпні 2005 року. Щоб уможливити евакуацію громадян держави Ізраїль з Філадельфійського коридору, одночасно запобігаючи контрабанді зброї з Єгипту в Сектор Гази, проникненню та іншій злочинній діяльності, держава Ізраїль підписав з Єгиптом «Угоду про розгортання призначених сил прикордонної служби вздовж кордону в Район Рафаха» (Філадельфійська угода) 1 вересня 2005 р. Згідно з «Філадельфійською угодою», Єгипту було дозволено розмістити прикордонну службу вздовж Філадельфійського коридору для патрулювання кордону зі сторони державного кордону Єгипту. Частиною угоди була постійна координація між державою Ізраїль і Єгиптом щодо проведення різних операцій та або розвідки.
В оборонному відомстві держави Ізраїль виникла велика опозиція з приводу звільнення (виведення військ) з Філадельфійського коридору зі стратегічних міркувань. Основною проблемою була швидка мілітаризація Сектора Гази та загроза безпеці держави Ізраїль, яку подальша мілітаризація Сектору Гази створить. Однак було вирішено звільнити цей коридор, щоб запобігти ізраїльсько-палестинським тертям, які могли б ще більше дестабілізувати ситуацію в регіоні.
Рішення держави Ізраїлю вийти з «Філадельфійського коридору» також становило загрозу для сусідніх територій Єгипту через потенційну мілітаризацію Сектора Гази. Було побоювання, що відхід держави Ізраїлю створить на цій території «вакуум влади», який слабке офіційно визнане палестинське керівництво не зможе заповнити, таким чином створивши порожнечу, яку мали б заповнити радикальні ісламісти.
Сама Угода містить 83 пункти та конкретно описує місію та взаємні зобов'язання сторін (підписантів), включаючи дозволені конкретні види військової техніки, зброї та інфраструктури.

### Єгипетські прикордонні сили
Відповідно до «Філадельфійської угоди», Єгипту було дозволено розгорнути в цьому коридорі 750 прикордонників уздовж маршруту для патрулювання державного кордону на боці Єгипту. В угоді також було зазначено, що єгипетські сили є «спеціальними силами для боротьби з тероризмом і проникненням через кордон» і не призначені для будь-яких військових цілей та проведення військових операцій.
В Угоді також було конкретно зазначено, що нова угода не змінює та не вносить поправок до мирного договору між Єгиптом та державою Ізраїль 1979 року та зберігає статус Філадельфійського коридору та Синайського півострова як демілітаризованої зони.
Сторони визнають, що розгортання Прикордонних сил і ці Узгоджені домовленості жодним чином не є поправкою, переглядом чи зміною Додатку I до Мирного договору. Скоріше вони являють собою додаткові заходи безпеки, орієнтовані на місію, узгоджені сторонами.

— Філадельфійська угода, стаття 9
Замість цього ця угода «збільшує здатність Єгипту боротися з контрабандою вздовж кордону», гарантуючи, що сили не будуть служити жодним військовим цілям та виконувати жодних військових задач. Держава Ізраїль наполягав на включенні в угоду положень про те, що ця угода не є поправкою до мирного договору 1979 року, оскільки під час переговорів Єгипет намагався сформулювати угоду в напрямку ремілітаризації Синаю та його державних кордонів з державою Ізраїль і Сектором Гази.
Філадельфійська угода створила «Єгипетські прикордонні сили», що складаються з 750 наземних співробітників, розподілених між штабом і чотирма ротами. Угодою було визначено, що «Єгипетські прикордонні сили» будуть оснащені:
- 500 штурмових гвинтівок
- 67 ручних кулеметів
- 27 легких протипіхотних пускових установок
- наземний радар
- 31 автомобіль поліційного типу
- 44 матеріально-технічних та допоміжних транспортних засобів[6]

Були також дозволені сторожові пости, сторожові вежі та матеріально-технічні засоби. Важка бронетехніка, фортифікаційна техніка, обладнання для збору розвідувальної інформації військового зразка, а також озброєння та обладнання, що перевищує вказані вище кількості, були угодою заборонені.

### Суперечка в Кнесеті (парламенті) Ізраїлю
Кілька вчених розглядали юридичне питання про те, чи потрібно «Філадельфійську угоду» приймати парламентом (Кнесетом) держави Ізраїль. Як правило, «Кнесет» схвалює основні договори до або після їх прийняття. Проблема виникла через те, що «Філадельфійська угода» частково мілітаризує зону C мирного договору між Єгиптом та державою Ізраїль, змінюючи договір, а отже, потребує схвалення угоди самим Кнесетом. Цю позицію відстоювали голова комітету Кнесету у закордонних справах і обороні Юваль Штайніц; його підтримав депутат Денні Ятом, і вони спільно подали петицію до Верховного суду держави Ізраїль проти уряду держави Ізраїль. З іншого боку, прем'єр-міністр Аріель Шарон стверджував, що договір не змінив «демілітаризованого» статусу зони С, і тому не був достатньо значущим договором, щоб його потрібно було ратифікувати в парламенті держави Ізраїль. 6 липня 2005 року генеральний прокурор постановив, що уряд не зобов'язаний шукати схвалення договору в Кнесеті, але конвенція передбачає, що це повинно бути.

## Перетин кордону Рафах
Після свого відходу (виходу) з Сектора Гази, держава Ізраїль 15 листопада 2005 року підписала з офіційно визнаною Палестинською владою «Угоду про пересування та доступ». Угода дозволила відкрити державний кордон між Сектором Гази та Єгиптом для обмеженого проходу жителів Палестини та експорту сільськогосподарської продукції з Сектора Гази. «Угоду про пересування та доступ» також пообіцяла сполучення між Сектором Гази та Західним берегом для автобусів і вантажівок, будівництво морського порту Сектора Гази, обговорення будівництво аеропорту Сектора Гази та більше свободи пересування на Західному березі. Прикордонний пункт Рафах був відкритий поблизу міста Рафаха 25 листопада 2005 року, який перебував під контролем офіційно визнаної Палестинської влади та спонсорованим США та Єгиптом, під наглядом спостерігачів ЄС. Протягом перших шести місяців 2006 року перетин був відкритий дев'ять з половиною годин на день, у середньому 650 людей перетинали щодня в один бік, що майже вдвічі більше, ніж у середньому до «Угоди про пересування та доступ».
Після того, як терористична організація ХАМАС викрала Гілада Шаліта, кордон з Рафахом було закрито 25 червня 2006 року, хоча інцидент стався не в Рафаху. Відтоді пропускний пункт відкривався нерегулярно лише для дуже обмежених випадків. Цей державний кордон ніколи не відкривався для пропуску товарів. Коли терористична організація ХАМАС захопила владу в Секторі Газа у 2007 році, Єгипет та Ізраїль закрили кордони з Сектором Гази.

### ХАМАС контролює Газу
У січні 2008 року палестинські бойовики зламали кілька частин стіни, що межує з містом Рафах. Тисячі жителів Гази ринули рятуватись до Єгипту в пошуках їжі та припасів.Тимчасом єгипетська армія продовжувала руйнувати таємні тунелі, що з'єднують Єгипет з Сектором Гази, і їхнє джерело безпеки заявило, що їх руйнування продовжуватиметься «для боротьби з будь-яким елементом тероризму».
Після падіння ісламського режиму Мубарака у 2011 році, Єгипет послабив обмеження на своєму державному кордоні з Сектором Гази, дозволивши більшій кількості палестинців вільно перетинати його вперше за чотири роки. Водночас єгипетська армія продовжила знищувати контрабандні тунелі в Секторі Гази, за словами єгипетської армії, «щоб боротися з будь-яким елементом тероризму».
Станом на квітень 2013 року Єгипет посилив свої війська на державному кордоні з Сектором Гази. Єгипетська армія руйнує тунелі, затоплюючи їх.
У жовтні 2014 року Єгипет оголосив, що планує розширити буферну зону між Сектором Гази та Єгиптом після терористичної атаки з Сектора Гази, в результаті якої загинув 31 єгипетський солдат. У період з липня 2013 року по серпень 2015 року Єгипет зніс 3255 приватних будинків на своїй стороні державного кордону між Єгиптом і Сектором Гази, щоб створити буферну зону. До 2020 року було знесено щонайменше 7460 будівель.

### Війна ХАМАС-Ізраїль
Район Рафаха був місцем активного військового конфлікту під час війни Ізраїлю та терористичною організацією ХАМАС, включаючи пункт перетину кордону, який був принаймні частково закритий через військові дії.
11 грудня 2023 року прем'єр-міністр Ізраїлю Біньямін Нетаньяху заявив Комітету із закордонних справ і безпеки Кнесету, що держава Ізраїль контролюватиме Філадельфійський коридор (кордон між Сектором Гази та Єгиптом) і що держава Ізраїль запровадить буферну зону всередині Сектору Гази. 7 травня 2024 року держава Ізраїль взяла під свій контроль контрольно-пропускний пункт Рафах і розмістила там свої військові сили в межах Філадельфійського коридору, контроль над яким має залишитися за Єгиптом згідно з Кемп-Девідськими угодами.

## Подальше читання
- Салліван, Деніс Джозеф; Джонс, Кімберлі А. (2008). Global Security Watch—Egypt: A Reference Handbook . Вестпорт, Коннектикут: Praeger Security International. пп. 116с.ISBN 9780275994822ISBN 9780275994822 .OCLC 647871172OCLC 647871172 .